# Philodendron immixtum
Philodendron immixtum är en kallaväxtart som beskrevs av Thomas Bernard Croat. Philodendron immixtum ingår i släktet Philodendron och familjen kallaväxter. Inga underarter finns listade.